# Алексей Великий Комнин (сын Александра)
Алексей Великий Комнин (ср.-греч. Ἀλέξιος Μέγας Κομνηνός), также известный по прозвищу Скантарий (ср.-греч. Σκαντάριος; 1454, Трапезунд — 1 ноября 1463, Константинополь), — император Трапезунда из династии Великих Комнинов, царствовавший в апреле 1460 года столь недолгое время, что многие источники вовсе не упоминают его как властителя империи, и о правлении которого известно лишь из сочинения поздневизантийского историка Лаоника Халкокондила. Практически сразу его сверг дядя Давид, который стал последним императором и вместе с которым Алексея казнили по приказу османского султана Мехмеда II. В 2013 году причислен к лику святых.

## Биография
Алексей родился в 1454 году. Он был первым и единственным сыном императора Трапезунда, соправителя своего брата Александра из династии Великих Комнинов. Ранее считалось, что он является сыном его брата Иоанна IV, однако современные генеалогические исследования опровергают эту гипотезу. Матерью Алексея была Мария из генуэзского дома Гаттилузио, правителей Лесбоса, дочь Дорино I. Александр, которого византийский историк Лаоник Халкокондил называл Скантарием (это же имя перешло и к самому Алексею; оно имеет тюркское происхождение, и, согласно английскому историку Дж. Финлею, является арабо-мусульманским вариантом греческого имени Александр), был сыном и законным наследником трапезундского императора Алексея IV Великого Комнина, но в 1429 году последнего убил его сын Иоанн IV, который захватил престол себе. Изначально враждовавшие братья помирились, и затем Александр стал соправителем Иоанна. У последнего не было законных сыновей, в связи с чем он в начале своего правления назначил своим преемником другого брата, Давида. После примирения с Александром, последний стал наследником престола Трапезунда. Однако вскоре Александр скончался, и Иоанн назначил наследником его сына Алексея, а не восстановил в правах другого своего брата, Давида.
После кончины дяди в апреле 1460 года Алексей непродолжительное время занимал пост императора. Его почти сразу же сверг Давид, который захватил трон себе. Историк М. Куршанкис писал о том, что возможной причиной такого поступка мог быть опыт Давида в качестве полководца, благодаря которому он считал себя более подходящим кандидатом на роль императора. Правление Алексея было столь незначительным, что некоторые источники не упоминают его в качестве наследника дяди, однако Лаоник Халкокондил писал, что Давид именно узурпировал трон у племянника. В дальнейшем Алексей, согласно противоречащим друг другу источникам, или жил в округе Константинополя, в городке Пера, или остался в Трапезунде. Так или иначе, в 1461 году он находился на родине. 15 августа 1461 года, когда Мехмед II подчинил Трапезунд, он взял Алексея в плен вместе с остальными членами семьи Давида. Сначала Мехмед сделал Алексея ичогланом (пажом). Согласно просопографической работе Prosopographisches Lexikon der Palaiologenzeit, на некоторое время Алексей принял ислам. Давид же отрёкся от престола и вместе с семьёй жил в окрестностях Адрианополя, но два года спустя султан объявил их предателями. Лаоник Халкокондил писал о письме Давиду, которое в 1463 году направила к дяде с Георгием Амируци Феодора, жена правителя Ак-Коюнлу Узун Хасана и племянница Давида. В письме Феодора просила Давида прислать к её двору Алексея или одного из сыновей Давида. Георгий обманул доверие Комнинов и передал письмо Мехмеду. Оно дало османскому султану повод обвинить свергнутого императора в сговоре с властями враждующей с ним Ак-Коюнлу. По предположению С. П. Карпова, обвинение усиливалось тем, что Узун Хасан на тот момент захватил Трапезунд. 1 ноября 1463 года турки казнили в столице Давида, его троих сыновей и Алексея. Согласно «Prosopographisches Lexikon der Palaiologenzeit», перед казнью Алексей вновь обратился в христианство.

## Память
В июле 2013 года Священный синод церкви Греции, а позже и Вселенский патриархат, причислили Давида, его сыновей и Алексея к лику святых. Их обвинили мучениками из-за их жестокой кончины в бывшей столице Византии. Инициатором этого мероприятия стал митрополит Драмы Павел. День памяти установили в день их официальной кончины, 1 ноября.